# Adijalamani

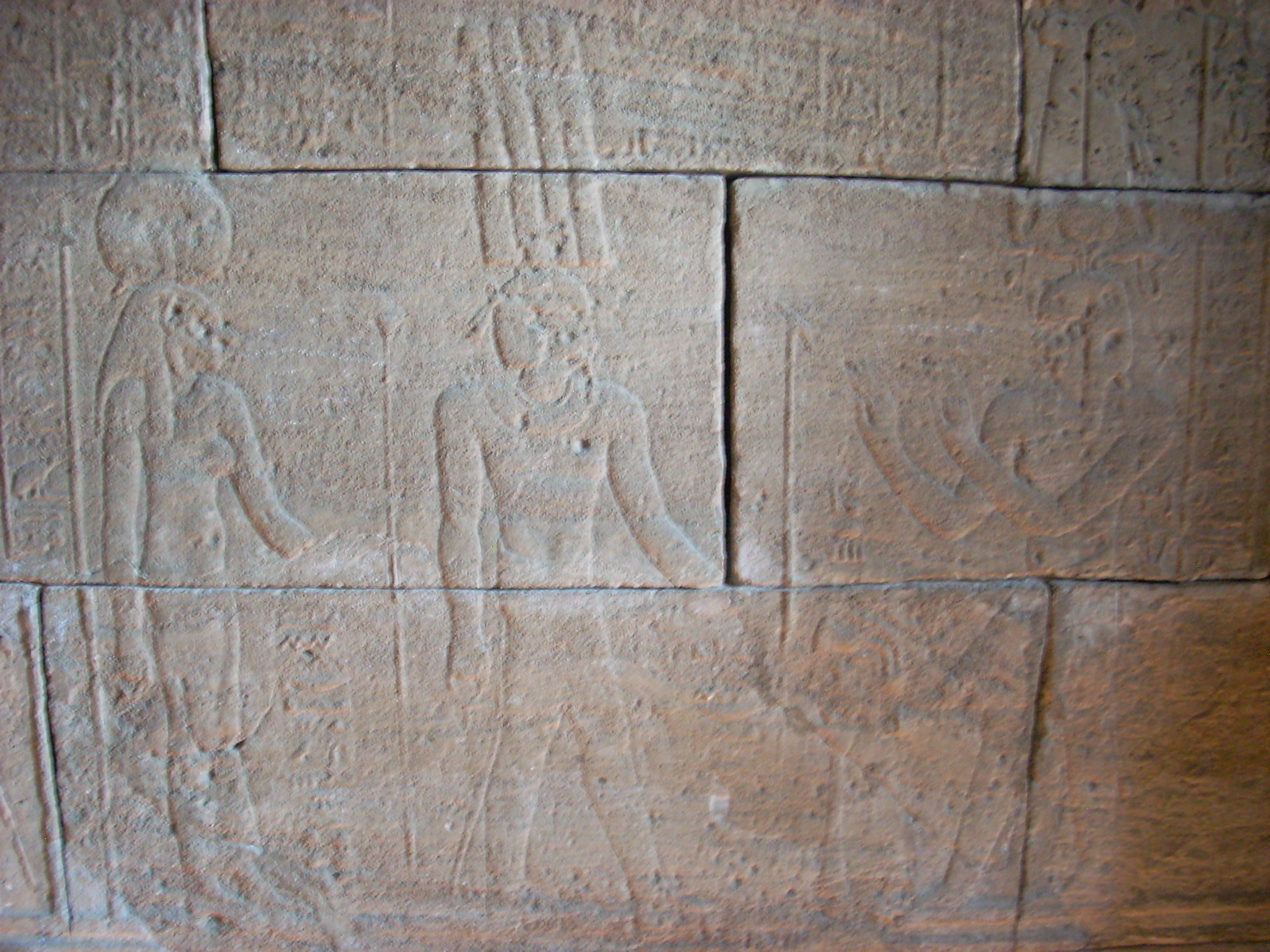
Relieve del Templo de Debod donde aparece Adijalamani.

Adijalamani anjdyet meryiset fue un rey de Meroe en el siglo II a. C. Fue el sucesor del rey Arqamani.

## Monumentos

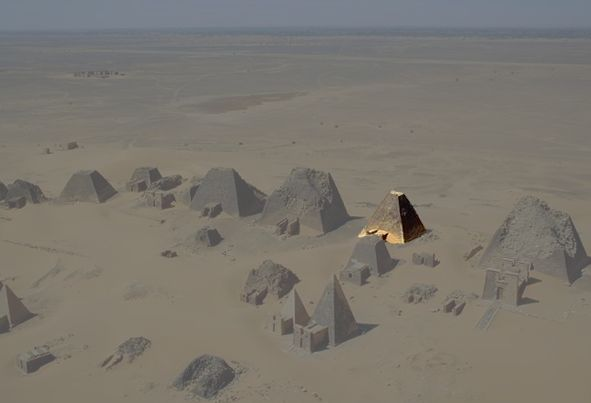
Vista aérea de las pirámides de Meroe en Nubia, donde se resalta la pirámide número 9, lugar de sepultura de Adijalamani.

Adijalamani inició la construcción del Templo de Debod, que contiene relieves que muestran al rey haciendo ofrendas a varias deidades como Amún, Mut, Osiris, Isis, Harpócrates, Nejbet y Uadyet.
Adijalamani fue enterrado en la pirámide número 9 de Meroe, en Nubia.